# Веково (Великопольське воєводство)
Веково (пол. Wiekowo, нім. Pappelberg) — село в Польщі, у гміні Вітково Гнезненського повіту Великопольського воєводства.
Населення — 411 осіб (2011).
У 1975-1998 роках село належало до Конінського воєводства.

## Демографія
Демографічна структура станом на 31 березня 2011 року:
|          | Загалом | Допрацездатний вік | Працездатний вік | Постпрацездатний вік |
| -------- | ------- | ------------------ | ---------------- | -------------------- |
| Чоловіки | 203     | 45                 | 141              | 17                   |
| Жінки    | 208     | 44                 | 127              | 37                   |
| Разом    | 411     | 89                 | 268              | 54                   |